# Anthony Delon
Anthony Delon (ur. 30 września 1964 w Los Angeles) – francusko-amerykański aktor filmowy, teatralny i telewizyjny.

## Życiorys

### Wczesne lata
Urodzony w szpitalu Cedar Sinai w Los Angeles w stanie Kalifornia, jako syn francuskiej aktorki Nathalie Delon i legendy kina francuskiego Alaina Delona. Gdy ukończył swój pierwszy rok życia, rodzice przeprowadzili się do Paryża. Miał cztery lata, gdy rodzice się rozwiedli i został przy matce. Wychowany był także przez rodziców chrzestnych – Loulou i Georges'a Beaume. Po ukończeniu prestiżowej francusko-angielskiej paryskiej szkoły Ecole Active Bilingual, mając dziesięć lat uczęszczał do surowej wojskowej szkoły Le Moncel za Paryżem. Cztery lata później spotkał się w Stanach Zjednoczonych ze swoim ojcem. Naukę kontynuował w rygorystycznej paryskiej szkole średniej Charlemagne Institute, z której po roku został wyrzucony. Przyjęto go do zaopatrzonej w kamery bezpiecznej szkoły Joinville-le-Pont w Val-de-Marne.
Po przyjeździe do Londynu podjął współpracę z Chrisem Blackwellem, założycielem wytwórni płytowej Island Records. Zrealizował w Nigerii film dokumentalny z kontrowersyjnym nigeryjskim muzykiem i multiinstrumentalistą Felą.
W 1983 powrócił do Francji, gdzie za kradzież BMW i posiadanie pistoletu automatycznego trafił na miesiąc do więzienia Bois d'Arcy. Zajął się handlem luksusowych skórzanych marynarek. Mając 19 lat w nocnym klubie zetknął się ze światem międzynarodowych sław, modelkami jak i z niebezpiecznym paryskim półświatkiem.

### Kariera
Po tym, jak jego starszy partner od interesów próbował go zabić, porzucił nocne życie i w 1985 wyjechał do Nowego Jorku. Tam wkrótce spotkał się z takimi sławami jak Andy Warhol, Diane Von Furstenberg i Brooke Shields, z którą pozował do zdjęć renomowanego fotografa Bruce'a Webera dla magazynu „Life”, oraz przyjął propozycję włoskiego reżysera Alberto Lattuady zagrania roli zapalonego pokerzysty, którego odmienia miłość do tajemniczej dziewczyny w melodramacie Cierń w sercu (Una Spina nel cuore, 1986). Swój talent i wrażliwość udowodnił na ekranie grając rolę winowajcy zdrady przedmałżeńskiej sąsiadki, zasztyletowanego w finale przez jej dwóch braci w ekranizacji powieści Gabriela Garcíi Márqueza Kronika zapowiedzianej śmierci (Cronaca di una morte annunciata, 1987) z Rupertem Everettem i Ornellą Muti. Film zdobył nominację do nagrody Złotej Palmy na Festiwalu Filmowym w Cannes i cieszył się powodzeniem w Ameryce Łacińskiej i Europie.
W 1993 znalazł się w szczytowej dziesiątce ze swoim samochodem wyścigowym Barquettes 905 w profesjonalnym wyścigu samochodowym w Le Mans. Potem wziął udział w kolejnych wyścigach: Formuły 3 Francuskich Mistrzów (1994), Alfa Romeo Francuskich Mistrzów (1996), 24-godzinnym na torze Spa-Francorchamps (1997) i 24-godzinnym na torze Zolder kierując Lamborghini GT2.
W 1994 wystąpił na scenie American Playwright w spektaklu Juliana Greena Południe. Pojawił się także na małym ekranie w dramacie historycznym Zatoka Francuza (Frenchman's Creek, 1998) w roli romantycznego pirata Jeana Benoit Aubery'ego i niemieckim romansie Arabski książę (Der Arabische Prinz, 2000) jako książę Saleh, a także serialu Komisarz Moulin (Commissaire Moulin, 2004) oraz kinowej komedii romantycznej Czy mógłbym cię okłamać? (La Vérité si je mens, 1997).

## Życie prywatne
Spotykał się z Księżniczką Stefanią z Monako (1984), Valérie Kaprisky (1987) i Mathilde Seigner (2001), młodszą siostrą aktorki Emmanuelle Seigner.
W 1995 związał się z Sophie Clerico, którą poślubił 27 czerwca 2006. Mają dwie córki – Lou (ur. 4 lutego 1996) i Liv (ur. 25 sierpnia 2001). Jednak w 2012 doszło do separacji.
W swojej autobiografii, Anthony Delon przyznaje, że miał nieślubną córkę Alyson Le Borges (ur. 4 września 1986 w Paryżu) z nieformalnego związku z tancerką z Crazy Horse de Paris - Marie-Hélène.

## Wybrana filmografia

### Filmy fabularne
- 1986: Cierń w sercu (Una Spina nel cuore) jako Will
- 1987: Kronika zapowiedzianej śmierci (Cronaca di una morte annunciata) jako Santiago Nasar
- 1990: La femme fardée jako Andréas Fayard
- 1992: Sup de fric jako François Cardeau
- 1993: Zarim Balayla
- 1997: Czy mógłbym cię okłamać? (La Vérité si je mens)
- 2001: Jeu de cons jako P'tit Louis
- 2004: Michał Strogow (Michel Strogoff) jako Michał Strogow (głos)
- 2007: Zatańczyć z nim (Danse avec lui) jako Paul
- 2009: Mensch jako Tonio Massari
- 2010: Śmierć w blasku sławy (Paris Connections) jako Jake Sica
- 2011: Poliss (Polisse) jako Alex

### Filmy TV
- 1992: Urgence d'aimer jako Arnaud
- 1993: Rhésus Roméo jako Arnaud
- 1996: Pêcheur d'Islande jako Yann
- 1996: Père et fils jako Valence
- 1998: La grande Béké jako Marc
- 1998: Zatoka Francuza (Frenchman's Creek) jako Jean Aubrey
- 2001: Le violon brisé jako Antoine Gallois
- 2001: Miłość kobiety (Un amour de femme) jako David
- 2001: L'ami Fritz jako Fabrice
- 2000: Arabski książę (Der Arabische Prinz) jako Książę Saleh
- 2005: L'homme pressé jako Pierre Niox
- 2011: Le grand restaurant II jako Flirciarz zastępujący miejsce

### Seriale TV
- 1993: Le juge est une femme jako lekarz Faure
- 1994: Le cascadeur jako André Lange
- 1997: Żar pustyni (Il deserto di fuoco) jako René / Ben
- 2001: Combats de femme jako David
- 2003: Un été de canicule jako Antoine
- 2004: Komisarz Moulin (Commissaire Moulin) jako Hugo Arragio
- 2004: Élodie Bradford jako Antoine Morfaux
- 2004: Louis Page jako Michel Rollin
- 2005: 3 femmes... un soir d'été jako Mathias Auvignon
- 2005: Vénus & Apollon jako Anthony Delon
- 2014: Interventions jako Romain Lucas